# Герзово
Герзово је насељено мјесто у општини Мркоњић Град, у Републици Српској, БиХ. Према попису становништва из 2013. у насељу је живјело 258 становника.

## Географија
Село је удаљено тридесетак километара од Мркоњић Града и смјештено је на надморској висини од просјечно 754 метра. Герзово се налази у умјерено-континенталном климатском појасу и карактеришу га хладне зиме и топла љета. Годишња количина падавина се креће између 1.000 и 1.200 l/m2.
Дио села се налази у равници на правцу између Шипова и Бараћа, док је остатак размјештен на околним узвишењима. Источном страном села протиче ријека Сокочница, на којој се налази одређени број воденица.

## Историја
Према народном предању, Герзово је добило име по турском бегу Герзелесу кога је овдје убио Стојан Јанковић. Споменик турском јунаку, или „Турбе“ како га је народ називао, је постојао у селу до 1991/92. године. Постоји и теорија да је назив села потекао од римске ријечи „герза“ која у преводу значи бронзана руда, a познато је да данас ова подручја обилују рудама бентонита и боксита. Једно од некадашњих имена села је „Прхово“.

## Култура
У Герзову се налази једна од најстаријих школа у Републици Српској и БиХ. Основана је 1857. године, а дозволу за њено отварање је дао турски султан Абдул Меџид о чему постоји писани документ — ферман који се чувао у герзовачкој цркви до 1995. године (када га је хрватска војска однијела у Задар, гдје се и данас налази). Овај културно-историјски споменик је у великој мјери оштећен у последњем грађанском рату, у јесен 1995. године.
У селу се налази и црква-храм посвећен Крштењу Исуса Христа или Богојављењу. На мјесту данашње грађевине првобитно је била црква брвнара знатно мање површине, која је пресељена са мјеста које се налази испод брда Рудине и Велетово.

## Становништво
|             | 2013.        | 1991.        | 1981.        | 1971.          | 1961.          |
| Укупно      | 268 (100,0%) | 679 (100,0%) | 914 (100,0%) | 1 104 (100,0%) | 1 399 (100,0%) |
| Срби        | 268 (100,0%) | 673 (99,12%) | 900 (98,47%) | 1 085 (98,28%) | 1 398 (99,93%) |
| Остали      | –            | 6 (0,884%)   | 1 (0,109%)   | 7 (0,634%)     | –              |
| Југословени | –            | –            | 6 (0,656%)   | 9 (0,815%)     | 1 (0,071%)     |
| Црногорци   | –            | –            | 5 (0,547%)   | –              | –              |
| Бошњаци     | –            | –            | 1 (0,109%)1  | –              | –              |
| Хрвати      | –            | –            | 1 (0,109%)   | 3 (0,272%)     | –              |

1. 1 На пописима од 1971. до 1991. Бошњаци су пописивани углавном као Муслимани.

## Познате личности
- Синиша Љепојевић, српски новинар и публициста
- Снежана Савичић Секулић, српска оперска дива